# Chrysonotomyia nectandrigena
Chrysonotomyia nectandrigena är en stekelart som beskrevs av Christer Hansson 2004. Chrysonotomyia nectandrigena ingår i släktet Chrysonotomyia och familjen finglanssteklar.
Artens utbredningsområde är Costa Rica. Inga underarter finns listade i Catalogue of Life.